# Gaia Afrània
Gaia Afrània (llatí: Gaia Afrania; morta el 48 aC) va ser una dama romana, esposa de Licini Bucció, el qual havia aconseguit tots els graus del cursus honorum per ser nomenat senador. A diferència d'altres dones de l'aristocràcia romana, defensava els seus propis plets davant dels pretors, sense encomanar-ho a cap advocat. Valeri Màxim diu que era tanta la seva habilitat que, a partir d'ella, s'anomenaven "Afrània" les dones aficionades a pledejar. Amb el temps es va publicar un edicte que prohibia a les dones actuar en els plets. Es creu que era la germana de Luci Afrani, cònsol el 60 aC. Va morir el 48 aC.